# Llista de monuments de Torelló
Llista de monuments de Torelló inclosos en l'Inventari del Patrimoni Arquitectònic Català pel municipi de Torelló (Osona). Inclou els inscrits en el Registre de Béns Culturals d'Interès Nacional (BCIN) amb la classificació de monuments històrics, els Béns Culturals d'Interès Local (BCIL) de caràcter immoble i la resta de béns arquitectònics integrants del patrimoni cultural català.
| Monument | Protecció    | Estil/època                                      | Localització                                                                               | Coordenades                                          | Codi?         | Imatge |
| --- | ------------ | ------------------------------------------------ | ------------------------------------------------------------------------------------------ | ---------------------------------------------------- | ------------- | --- |
| Puigdessalit | BCIN 1636-MH | Medieval, XVII                                   | Torelló Torre sense restes visibles, prop del Mas el Puig, al puig de Sant Feliu           | 42° 02′ 33″ N, 2° 15′ 55″ E / 42.042597°N,2.265409°E | RI-51-0005744 | Puigdessalit (Torelló) · Vegeu més fotos d'aquest monument · Carregueu una nova foto d'aquest monument                                      |
| Escuts de la Casa Parrella                                                                                          | BCIN 3990-MH | Gòtic, barroc XVI, XVII                          | Torelló C. Ges Avall, 1-3 - pl. Vella 7-8                                                  | 42° 02′ 48″ N, 2° 15′ 42″ E / 42.046660°N,2.261767°E | IPA-36745     | Escuts de la Casa Parrella (Torelló) · Vegeu més fotos d'aquest monument · Carregueu una nova foto d'aquest monument                        |
| Escut de la Casa Codolosa                                                                                           | BCIN 3991-MH | Obra popular XVI                                 | Torelló Passatge de l'Onze de Setembre, 1 i 3                                              | 42° 02′ 50″ N, 2° 15′ 47″ E / 42.047296°N,2.262994°E | IPA-36746     | Escut de la Casa Codolosa (Torelló) · Vegeu més fotos d'aquest monument · Carregueu una nova foto d'aquest monument                         |
| Escut del Mas Puigdessalit                                                                                          | BCIN 3992-MH | Obra popular XVIII                               | Torelló Mas del Puig                                                                       | 42° 02′ 36″ N, 2° 15′ 54″ E / 42.043322°N,2.265049°E | IPA-36747     | Carregueu una nova foto d'aquest monument                                                                                                   |
| Martorell |              | Obra popular XVII                                | Torelló Ctra. BV-5224                                                                      | 42° 02′ 14″ N, 2° 17′ 01″ E / 42.03711°N,2.28364°E   | IPA-23021     | Carregueu una nova foto d'aquest monument                                                                                                   |
| La Codolosa, o la Lliça                                                                                             | BCIL 2010    | Obra popular XVI, XVIII, XX                      | Torelló Passatge de l'Onze de Setembre, 1 i 3                                              | 42° 02′ 50″ N, 2° 15′ 47″ E / 42.04724°N,2.26298°E   | IPA-24450     | La Codolosa (Torelló) · Vegeu més fotos d'aquest monument · Carregueu una nova foto d'aquest monument                                       |
| Casa de Pedra, o Casa Coll                                                                                          |              | Historicisme Josep M. Coll i Bacardí XV, XIX     | Torelló C. Rocaprevera, 1 - pl. Jacint Verdaguer                                           | 42° 02′ 46″ N, 2° 15′ 44″ E / 42.046034°N,2.262137°E | IPA-24451     | Casa de Pedra (Torelló) · Vegeu més fotos d'aquest monument · Carregueu una nova foto d'aquest monument                                     |
| Església de Sant Feliu de Torelló                                                                                   | BCIL 2010    | Barroc XVII, XX                                  | Torelló C. Mossèn Parassols, 2 - pl. de la Vila                                            | 42° 02′ 49″ N, 2° 15′ 47″ E / 42.046977°N,2.263176°E | IPA-24452     | Església de Sant Feliu de Torelló (Torelló) · Vegeu més fotos d'aquest monument · Carregueu una nova foto d'aquest monument                 |
| Calverons |              | Obra popular XVI-XVII                            | Torelló Ctra. BV-5224, km 5 pel Mas Vinyes                                                 | 42° 02′ 46″ N, 2° 17′ 24″ E / 42.046109°N,2.290065°E | IPA-24453     | Carregueu una nova foto d'aquest monument                                                                                                   |
| La Carrera | BCIL 2010    | Obra popular XV-XVII                             | Torelló Ronda del Puig, final del carrer de Rocaprevera                                    | 42° 02′ 42″ N, 2° 15′ 45″ E / 42.044935°N,2.262384°E | IPA-24454     | La Carrera (Torelló) · Vegeu més fotos d'aquest monument · Carregueu una nova foto d'aquest monument                                        |
| El Reig |              | Obra popular XVII, XX                            | Torelló Al peu del vessant llevant del serrat d'Espadamala                                 | 42° 01′ 20″ N, 2° 15′ 55″ E / 42.022311°N,2.265375°E | IPA-24455     | Carregueu una nova foto d'aquest monument                                                                                                   |
| Saniars |              | Obra popular XVII-XIX                            | Torelló                                                                                    | 42° 01′ 56″ N, 2° 16′ 48″ E / 42.032351°N,2.279932°E | IPA-24456     | Carregueu una nova foto d'aquest monument                                                                                                   |
| Les Vinyes |              | Obra popular XVII                                | Torelló Ctra. BV-5224, km 5                                                                | 42° 02′ 43″ N, 2° 16′ 33″ E / 42.045281°N,2.275792°E | IPA-24457     | Carregueu una nova foto d'aquest monument                                                                                                   |
| Fàbrica de la Coromina                                                                                              |              | Obra popular XIX-XX                              | Torelló                                                                                    | 42° 02′ 39″ N, 2° 14′ 12″ E / 42.044109°N,2.236632°E | IPA-24458     | Carregueu una nova foto d'aquest monument                                                                                                   |
| La Coromina |              | Eclecticisme Josep M. Pericas XIX-XX             | Torelló Coromina, per Rocaprevera                                                          | 42° 02′ 38″ N, 2° 14′ 22″ E / 42.043956°N,2.239335°E | IPA-24459     | Carregueu una nova foto d'aquest monument                                                                                                   |
| Habitatges industrials de la Coromina                                                                               |              | Obra popular XX                                  | Torelló Coromina                                                                           | 42° 02′ 36″ N, 2° 14′ 22″ E / 42.043275°N,2.239509°E | IPA-24460     | Carregueu una nova foto d'aquest monument                                                                                                   |
| Torre Pericas o Torre Nova de la Coromina                                                                           | BCIL 2010    | Noucentisme Josep M. Pericas i Morros XX (1921)  | Torelló Camí de la colònia la Coromina, a 2 km                                             | 42° 02′ 24″ N, 2° 14′ 35″ E / 42.040130°N,2.243056°E | IPA-24461     | Torre Pericas (Torelló) · Vegeu més fotos d'aquest monument · Carregueu una nova foto d'aquest monument                                     |
| Església del Sagrat Cor, capella de la Coromina                                                                     | BCIL 2010    | Eclecticisme Josep M. Pericas i Morros XX (1906) | Torelló Colònia de la Coromina                                                             | 42° 02′ 35″ N, 2° 14′ 18″ E / 42.043008°N,2.238283°E | IPA-24462     | Església del Sagrat Cor (Torelló) · Vegeu més fotos d'aquest monument · Carregueu una nova foto d'aquest monument                           |
| Puig-robí |              | Obra popular XVII-XVIII                          | Torelló                                                                                    | 42° 03′ 18″ N, 2° 15′ 18″ E / 42.055053°N,2.255025°E | IPA-24463     | Puig-robí (Torelló) · Vegeu més fotos d'aquest monument · Carregueu una nova foto d'aquest monument                                         |
| Església de la Mare de Déu de Montserrat                                                                            |              | Darreres tendències Jaume Serra Benito XX (1989) | Torelló Pl. de la Sardana, 5 - av. de Montserrat                                           | 42° 03′ 08″ N, 2° 15′ 13″ E / 42.052129°N,2.253666°E | IPA-24464     | Església de la Mare de Déu de Montserrat (Torelló) · Vegeu més fotos d'aquest monument · Carregueu una nova foto d'aquest monument          |
| Espadamala de Baix                                                                                                  |              | Obra popular XVII                                | Torelló Rocaprevera, al peu del serrat d'Espadamala                                        | 42° 01′ 12″ N, 2° 15′ 25″ E / 42.020029°N,2.256816°E | IPA-24465     | Carregueu una nova foto d'aquest monument                                                                                                   |
| Espadamala de Dalt                                                                                                  |              | Obra popular XVIII-XIX                           | Torelló Rocaprevera, sobre el serrat d'Espadamala                                          | 42° 01′ 10″ N, 2° 15′ 31″ E / 42.019403°N,2.258479°E | IPA-24466     | Carregueu una nova foto d'aquest monument                                                                                                   |
| La Riera |              | Obra popular XVI-XVII                            | Torelló Rocaprevera                                                                        | 42° 01′ 51″ N, 2° 15′ 28″ E / 42.030702°N,2.257831°E | IPA-24467     | La Riera (Torelló) · Vegeu més fotos d'aquest monument · Carregueu una nova foto d'aquest monument                                          |
| Santuari de Rocaprevera                                                                                             | BCIL 2010    | Noucentisme XX Inici                             | Torelló Rocaprevera                                                                        | 42° 02′ 31″ N, 2° 15′ 36″ E / 42.041944°N,2.26°E     | IPA-24468     | Santuari de Rocaprevera (Torelló) · Vegeu més fotos d'aquest monument · Carregueu una nova foto d'aquest monument                           |
| Font del Raig, o de Rocaprevera                                                                                     | BCIL 2010    | Obra popular XX Inici                            | Torelló Camí al Santuari de Rocaprevera                                                    | 42° 02′ 31″ N, 2° 15′ 38″ E / 42.042079°N,2.260634°E | IPA-24469     | Font del Raig (Torelló) · Vegeu més fotos d'aquest monument · Carregueu una nova foto d'aquest monument                                     |
| Campaneria |              | Obra popular XVI                                 | Torelló                                                                                    | 42° 03′ 08″ N, 2° 16′ 29″ E / 42.052211°N,2.274629°E | IPA-24470     | Carregueu una nova foto d'aquest monument                                                                                                   |
| Mas de Puig o Puigdessalit                                                                                          |              | Obra popular XVII                                | Torelló Puig de Sant Feliu o Puigdessalit                                                  | 42° 02′ 36″ N, 2° 15′ 54″ E / 42.04326°N,2.26509°E   | IPA-34539     | Mas de Puig (Torelló) · Vegeu més fotos d'aquest monument · Carregueu una nova foto d'aquest monument                                       |
| Casa Parrella | BCIL 2010    | Gòtic tardà XVI, XVII, XIX                       | Torelló C. Ges Avall, 1-3 - pl. Vella 7-8                                                  | 42° 02′ 48″ N, 2° 15′ 42″ E / 42.04654°N,2.26176°E   | IPA-36743     | Casa Parrella (Torelló) · Vegeu més fotos d'aquest monument · Carregueu una nova foto d'aquest monument                                     |
| Pont del tren |              | Obra popular                                     | Torelló Sobre el riu Ges, darrere del pujol de Puigbacó, proper al mas Espunyola           | 42° 03′ 18″ N, 2° 16′ 09″ E / 42.055059°N,2.269243°E | IPA-36956     | Carregueu una nova foto d'aquest monument                                                                                                   |
| Puig de les Tres Creus                                                                                              | BCIL 2010    | Obra popular                                     | Torelló Sobre l'esplanada del Santuari de Rocaprevera                                      | 42° 02′ 28″ N, 2° 15′ 30″ E / 42.041046°N,2.258203°E | IPA-39782     | Puig de les Tres Creus (Torelló) · Vegeu més fotos d'aquest monument · Carregueu una nova foto d'aquest monument                            |
| Molí de Puigbacó |              | Obra popular XVII-XVIII                          | Torelló Ctra. BV-5224, km 7                                                                | 42° 03′ 16″ N, 2° 16′ 17″ E / 42.054376°N,2.271405°E | IPA-40881     | Carregueu una nova foto d'aquest monument                                                                                                   |
| Casa de la Vila de Torelló, Ajuntament Vell, Casa Consistorial                                                      | BCIL 2010    | XVI, XX                                          | Torelló Pl. de la Vila, 1                                                                  | 42° 02′ 48″ N, 2° 15′ 46″ E / 42.046628°N,2.262856°E | IPA-43848     | Casa de la Vila (Torelló) · Vegeu més fotos d'aquest monument · Carregueu una nova foto d'aquest monument                                   |
| Escola Pública Fortià Solà                                                                                          | BCIL 2010    | XX                                               | Torelló Pl. de Germà Donat                                                                 | 42° 02′ 54″ N, 2° 15′ 58″ E / 42.048414°N,2.266248°E | IPA-43849     | Escola Pública Fortià Solà (Torelló) · Vegeu més fotos d'aquest monument · Carregueu una nova foto d'aquest monument                        |
| Cementiri Municipal                                                                                                 | BCIL 2010    | XIX, XX                                          | Torelló C. del Pujolet                                                                     | 42° 03′ 06″ N, 2° 15′ 45″ E / 42.051549°N,2.262601°E | IPA-43850     | Cementiri Municipal (Torelló) · Vegeu més fotos d'aquest monument · Carregueu una nova foto d'aquest monument                               |
| Mas Prat, Arxiu Municipal, Casa Calveria, Hostal de Dalt, el Soler, Escola Municipal, Jutjat Municipal              | BCIL 2010    | XIII, XVIII, XX                                  | Torelló C. Capsavila, 2 i 4                                                                | 42° 02′ 48″ N, 2° 15′ 50″ E / 42.046668°N,2.263942°E | IPA-43851     | Mas Prat (Torelló) · Vegeu més fotos d'aquest monument · Carregueu una nova foto d'aquest monument                                          |
| Finca Espona | BCIL 2010    | Noucentisme XVI-XVII, XX                         | Torelló C. Ges Avall, 5                                                                    | 42° 02′ 50″ N, 2° 15′ 38″ E / 42.047162°N,2.260609°E | IPA-43852     | Finca Espona (Torelló) · Vegeu més fotos d'aquest monument · Carregueu una nova foto d'aquest monument                                      |
| Museu de la Torneria de Fusta i Banya de la Vall del Ges                                                            | BCIL 2010    | XX                                               | Torelló C. de la Pau, 12                                                                   | 42° 03′ 00″ N, 2° 15′ 42″ E / 42.049904°N,2.261582°E | IPA-43853     | Museu de la Torneria de Fusta (Torelló) · Vegeu més fotos d'aquest monument · Carregueu una nova foto d'aquest monument                     |
| Torre Vidal | BCIL 2010    | XIX-XX                                           | Torelló C. de la Pau, 10                                                                   | 42° 03′ 00″ N, 2° 15′ 43″ E / 42.049874°N,2.261845°E | IPA-43854     | Torre Vidal (Torelló) · Vegeu més fotos d'aquest monument · Carregueu una nova foto d'aquest monument                                       |
| Edifici Caixa de Pensions i Biblioteca Vella                                                                        | BCIL 2010    | XIX, XX                                          | Torelló C. Sant Miquel, 23                                                                 | 42° 02′ 52″ N, 2° 15′ 48″ E / 42.047905°N,2.263348°E | IPA-43855     | Edifici Caixa de Pensions (Torelló) · Vegeu més fotos d'aquest monument · Carregueu una nova foto d'aquest monument                         |
| La Rectoria | BCIL 2010    | XV, XVIII, XX                                    | Torelló Call de la Rectoria, 1 - pl. Mossèn Fortià Solà                                    | 42° 02′ 48″ N, 2° 15′ 45″ E / 42.046575°N,2.262386°E | IPA-43856     | La Rectoria (Torelló) · Vegeu més fotos d'aquest monument · Carregueu una nova foto d'aquest monument                                       |
| Casa Teixidó, Can Jaume de Conanglell, Casa de la Balconada, Cal Ferrer                                             | BCIL 2010    | XV                                               | Torelló Pl. Mn. Fortià Solà, 5 - pl. Coll i Dorca, 2 - c. Sant Feliu, 2 - Call Rectoria, 2 | 42° 02′ 48″ N, 2° 15′ 45″ E / 42.046630°N,2.262388°E | IPA-43857     | Casa Teixidó (Torelló) · Vegeu més fotos d'aquest monument · Carregueu una nova foto d'aquest monument                                      |
| Creus de terme: Creu de Cervià, Creu del camí de Rocaprevera i pedrons del terme de Rocaprevera                     | BCIL 2010    | XVIII                                            | Torelló                                                                                    | 42° 02′ 29″ N, 2° 15′ 25″ E / 42.041473°N,2.256894°E | IPA-43858     | Creus de terme (Torelló) · Vegeu més fotos d'aquest monument · Carregueu una nova foto d'aquest monument                                    |
| Pedronet de Montserrat                                                                                              | BCIL 2010    | XX                                               | Torelló Camí de la Coromina - cruïlla del Mas les Gambires                                 | 42° 02′ 22″ N, 2° 14′ 53″ E / 42.039447°N,2.248015°E | IPA-43859     | Pedronet de Montserrat (Torelló) · Vegeu més fotos d'aquest monument · Carregueu una nova foto d'aquest monument                            |
| Pedró i capelleta de façana de Sant Roc                                                                             | BCIL 2010    | XIX-XX                                           | Torelló C. de la Creu - c. Manlleu, 107                                                    | 42° 02′ 31″ N, 2° 16′ 19″ E / 42.041873°N,2.271848°E | IPA-43860     | Pedró de Sant Roc (Torelló) · Vegeu més fotos d'aquest monument · Carregueu una nova foto d'aquest monument                                 |
| Pedró de la Mare de Déu de la Guia de Rocaprevera                                                                   | BCIL 2010    | XX                                               | Torelló Camí veïnal de Rocaprevera                                                         | 42° 02′ 32″ N, 2° 15′ 40″ E / 42.042206°N,2.261035°E | IPA-43861     | Pedró de la Mare de Déu de la Guia de Rocaprevera (Torelló) · Vegeu més fotos d'aquest monument · Carregueu una nova foto d'aquest monument |
| Torre i xemeneia de la fàbrica de Cal Feiner, Molí del Cup, Fàbrica Colomer, Fàbrica Valldeperes, Hilaturas del Ges | BCIL 2010    |                                                  | Torelló C. de la Xemeneia, passatge Manuel Colomer                                         | 42° 02′ 45″ N, 2° 15′ 32″ E / 42.04576°N,2.25888°E   | IPA-43862     | Torre i xemeneia de la fàbrica de Cal Feiner (Torelló) · Vegeu més fotos d'aquest monument · Carregueu una nova foto d'aquest monument      |
| Pujada de Mossèn Sabaté                                                                                             | BCIL 2010    | XX                                               | Torelló Pg. de Mossèn Sabaté                                                               | 42° 03′ 05″ N, 2° 15′ 39″ E / 42.051391°N,2.260950°E | IPA-43863     | Pujada de Mossèn Sabaté (Torelló) · Vegeu més fotos d'aquest monument · Carregueu una nova foto d'aquest monument                           |
| Xemeneia Fàbrica Matabosch, Fàbrica Aranyó, Can Casarramona                                                         | BCIL 2010    | XIX, XX                                          | Torelló Camí del Pelut, entre Conanglell i la colònia Ymbern                               | 42° 02′ 59″ N, 2° 14′ 49″ E / 42.049644°N,2.246916°E | IPA-43864     | Xemeneia Fàbrica Matabosch (Torelló) · Vegeu més fotos d'aquest monument · Carregueu una nova foto d'aquest monument                        |
| Xemenia de la Teuleria de Seniars, Saniàs o Saniars                                                                 | BCIL 2010    | XIX                                              | Torelló Prop del Mas Seniars                                                               | 42° 01′ 51″ N, 2° 16′ 34″ E / 42.03078°N,2.27617°E   | IPA-44864     | Carregueu una nova foto d'aquest monument                                                                                                   |